# Donagh
Donagh är en ort i Storbritannien.   Den ligger i riksdelen Nordirland, i den västra delen av landet, 600 km nordväst om huvudstaden London. Donagh ligger 65 meter över havet och antalet invånare är 255.
Terrängen runt Donagh är huvudsakligen platt, men norrut är den kuperad. Runt Donagh är det ganska glesbefolkat, med 26 invånare per kvadratkilometer. Närmaste större samhälle är Lisnaskea, 5,7 km nordväst om Donagh. Trakten runt Donagh består i huvudsak av gräsmarker.